# Jim Jodat
James Steven Jodat (Milwaukee, 3 marzo 1954 – Lake Forest, 21 ottobre 2015) è stato un giocatore di football americano statunitense che ha militato nel ruolo di running back nella National Football League (NFL).

## Carriera
Jodat fu scelto nel corso del 12º giro (344º assoluto) del Draft NFL 1976 dai Los Angeles Rams. Vi giocò per tre stagioni correndo 121 yard e segnando un touchdown. Nel 1980 passò ai Seattle Seahawks con cui disputò la miglior stagione in carriera correndo 632 yard e segnando 6 touchdown totali (5 su corsa e uno su ricezione). Nel 1982 passò ai San Diego Chargers con cui disputò le ultime due stagioni della carriera. Morì nel 2015 di cancro.